# Archidiocèse de Resistencia
L'archidiocèse de Resistencia (en latin : archidioecesis Resistenciae ; en espagnol : arquidiócesis de Resistencia) est un archidiocèse métropolitain de l'Église catholique en Argentine.

## Territoire

Archidiocèse de Resistencia
Suffragants

Il comprend neuf départements de la province du Chaco : Bermejo, General Donovan, Libertad, Libertador General San Martín, Presidencia de la Plaza, Primero de Mayo, San Fernando, Sargento Cabral et Tapenagá ce qui correspond à un territoire d'une superficie de 28 250 km2 divisé en 31 paroisses.
Le siège archiépiscopal est dans la ville de Resistencia où se trouve la cathédrale Saint-Ferdinand.

## Historique
Le diocèse de Resistencia est érigé le 3 juin 1939 par la constitution apostolique Ecclesiarum omnium cura du pape Pie XII en prenant une partie du territoire de l'archidiocèse de Santa Fe (aujourd'hui archidiocèse de Santa Fe de la Vera Cruz).
Par la lettre apostolique Exstat in Reipublicae Argentinae du 5 mai 1956, Pie XII décrète que la Vierge Marie vénérée sous le vocable de l'Immaculée Conception et saint Joseph sont les patrons principaux du diocèse.
Il cède une portion de son territoire le 11 février 1957 pour l'érection du diocèse de Formosa.
Nommé suffragant de l'archidiocèse de Santa Fe lors de sa création, il intègre la province ecclésiastique de l'archidiocèse de Corrientes le 10 avril 1961 par la constitution apostolique Nobilis Argentina Respublica du pape Jean XXIII.
Il cède une partie de son territoire le 12 août 1963 pour la création du diocèse de San Roque (aujourd'hui diocèse de San Roque de Presidencia Roque Sáenz Peña).
Le 28 février 1984, il est élevé au rang d'archidiocèse métropolitain par la constitution apostolique Patet territoriorum du pape Jean-Paul II avec les diocèses de Formosa et de San Roque comme suffragants.

## Évêques et archevêques
évêques
- Nicolás de Carlo (1er août 1940 - 19 octobre 1951)
  - Sede vacante (1951-1954)
- Enrique Rau (23 octobre 1954 - 13 mars 1957), nommé évêque de Mar del Plata
- José Agustín Marozzi (12 juin 1957 - 28 février 1984)

archevêques
- Juan José Iriarte (28 février 1984 - 9 novembre 1991)
- Carmelo Juan Giaquinta (22 mars 1993 - 1er avril 2005)
- Fabriciano Sigampa (17 novembre 2005 - 21 février 2013)
- Ramón Alfredo Dus, depuis le 21 février 2013